# Acanthops royi
Acanthops royi é uma espécie de louva-a-deus da subfamília Acanthopinae pertencente à família Acanthopidae e é um dos muitos louva-a-deus de diversos géneros que se assemelha a uma folha seca.